# Jatko Peak
Der Jatko Peak ist ein 2050 m hoher und spitzer Berg im Norden des ostantarktischen Viktorialands. In der Clare Range ragt er 2,8 km nordwestlich des Dykes Peak auf.
Das Advisory Committee on Antarctic Names benannte ihn 2007 nach Joyce Ann Jatko (* 1949), die von 1994 bis 2003 in der Abteilung für Polarprogramme der National Science Foundation tätig war und dem Ausschuss für Umweltschutz des Scientific Committee on Antarctic Research angehört hatte.